# José Mari Martín-Bejarano
José María Martín-Bejarano Serrano (Rota, Cádiz, Andalucía, 6 de diciembre de 1987), conocido como José Mari, es un exfutbolista español. Jugaba de centrocampista y su último equipo fue el Cádiz C. F.

## Trayectoria
José Mari se formó en las categorías inferiores de uno de los equipos de su localidad natal, la Unión Deportiva Roteña. En 2007 pasó a formar parte de otro conjunto gaditano, el Atlético Sanluqueño Club de Fútbol de la Tercera División. Tras un par de temporadas firma por el Real Murcia para jugar en su filial en Segunda División B durante la temporada 2009-10. Al finalizar esta se marcha al Real Jaén, también de la Segunda División B, en el que juega durante dos temporadas hasta 2012.
A mediados de 2012 fue traspasado al Real Zaragoza, de Primera División, pese a ser un fichaje realizado para el filial del conjunto maño realiza la pretemporada con el primer equipo, a las órdenes de Manolo Jiménez. Al final de la pretemporada, el 16 de agosto se confirmó su presencia definitiva en el primer equipo zaragocista. Debutó en Primera División el 20 de agosto de 2012 en La Romareda, en el partido entre el Real Zaragoza y Real Valladolid. El 6 de febrero de 2014, tras no contar para el equipo blanquillo, sin haber encontrado club en el mercado de invierno, se desvinculó del Real Zaragoza.
El 12 de febrero de 2014 se hizo oficial su fichaje por el Colorado Rapids de la MLS para jugar la pretemporada con el equipo norteamericano. En el mercado de invierno, se confirmó su vuelta a España tras llegar a un acuerdo con el Levante U. D.
Tras descender con el equipo levantino quedó libre, haciéndose oficial su compromiso con el Cádiz C. F. el 16 de agosto de 2016. Con este equipo ascendió a Primera División en 2020 y llegó a ser su capitán antes de retirarse en noviembre de 2024 debido a una lesión en la rodilla.

## Estadísticas
Actualizado al último partido disputado de su carrera.
| Club                               | Div.          | Temporada     | Liga  | Liga  | Copas nacionales | Copas nacionales | Total | Total |
| Club                               | Div.          | Temporada     | Part. | Goles | Part.            | Goles            | Part. | Goles |
| ---------------------------------- | ------------- | ------------- | ----- | ----- | ---------------- | ---------------- | ----- | ----- |
| U. D. Roteña · España              | 1.ª AND       | 2006-07       | 21    | 3     | —                | —                | 21    | 3     |
| U. D. Roteña · España              | Total club    | Total club    | 21    | 3     | 0                | 0                | 21    | 3     |
| Atlético Sanluqueño C. F. · España | 3.ª           | 2007-08       | 22    | 0     | —                | —                | 22    | 0     |
| Atlético Sanluqueño C. F. · España | 3.ª           | 2008-09       | 34    | 4     | —                | —                | 34    | 4     |
| Atlético Sanluqueño C. F. · España | Total club    | Total club    | 56    | 4     | 0                | 0                | 56    | 4     |
| Real Murcia C. F. "B" · España     | 2.ª B         | 2009-10       | 28    | 0     | —                | —                | 28    | 0     |
| Real Murcia C. F. "B" · España     | Total club    | Total club    | 28    | 0     | 0                | 0                | 28    | 0     |
| Real Jaén C. F. · España           | 2.ª B         | 2010-11       | 34    | 0     | 1                | 0                | 35    | 0     |
| Real Jaén C. F. · España           | 2.ª B         | 2011-12       | 35    | 2     | 2                | 0                | 37    | 2     |
| Real Jaén C. F. · España           | Total club    | Total club    | 69    | 2     | 3                | 0                | 72    | 2     |
| Real Zaragoza · España             | 1.ª           | 2012-13       | 24    | 0     | 3                | 1                | 27    | 1     |
| Real Zaragoza · España             | 2.ª           | 2013-14       | 14    | 0     | 0                | 0                | 14    | 0     |
| Real Zaragoza · España             | Total club    | Total club    | 38    | 0     | 3                | 1                | 41    | 1     |
| Colorado Rapids Estados Unidos     | 1.ª           | 2014          | 20    | 4     | 2                | 0                | 22    | 4     |
| Colorado Rapids Estados Unidos     | Total club    | Total club    | 20    | 4     | 2                | 0                | 22    | 4     |
| Levante U. D. · España             | 1.ª           | 2014-15       | 14    | 0     | —                | —                | 14    | 0     |
| Levante U. D. · España             | 1.ª           | 2015-16       | 12    | 0     | 2                | 0                | 14    | 0     |
| Levante U. D. · España             | Total club    | Total club    | 26    | 0     | 2                | 0                | 28    | 0     |
| Cádiz C. F. · España               | 2.ª           | 2016-17       | 32    | 0     | 1                | 0                | 33    | 0     |
| Cádiz C. F. · España               | 2.ª           | 2017-18       | 10    | 0     | 1                | 0                | 11    | 0     |
| Cádiz C. F. · España               | 2.ª           | 2018-19       | 34    | 1     | 1                | 0                | 35    | 1     |
| Cádiz C. F. · España               | 2.ª           | 2019-20       | 29    | 1     | 0                | 0                | 29    | 1     |
| Cádiz C. F. · España               | 1.ª           | 2020-21       | 22    | 1     | 1                | 0                | 23    | 1     |
| Cádiz C. F. · España               | 1.ª           | 2021-22       | 11    | 0     | 0                | 0                | 11    | 0     |
| Cádiz C. F. · España               | 1.ª           | 2022-23       | 18    | 0     | 1                | 0                | 19    | 0     |
| Cádiz C. F. · España               | 1.ª           | 2023-24       | 3     | 0     | 2                | 0                | 5     | 0     |
| Cádiz C. F. · España               | Total club    | Total club    | 159   | 3     | 7                | 0                | 166   | 3     |
| Total carrera                      | Total carrera | Total carrera | 417   | 16    | 17               | 1                | 434   | 17    |
| 1.                                 |               |               |       |       |                  |                  |       |       |